# 大隅町
大隅町（おおすみちょう）は鹿児島県東部、曽於郡に属していた町。現在の曽於市南部、菱田川中流の左岸から西の一帯にあたる。

## 地理
- 河川：菱田川

## 歴史
- 1889年（明治22年） 4月1日 - 東囎唹郡岩川村（五十町村・中ノ内村が合併）と同郡恒吉村（長江村・大谷村・須田木村・坂元村が合併）が成立。
- 1891年（明治24年）- 南諸県郡志布志村から月野村が分村。
- 1955年（昭和30年）
  - 1月20日 - 岩川町・恒吉村・月野村が合併して囎唹郡大隅町が発足。
  - 4月1日 - 野方村の一部を編入[1]。
- 1972年（昭和47年）4月1日 - 囎唹郡が曽於郡に改称。
- 2005年（平成17年）7月1日 - 財部町・末吉町と合併して曽於市が発足。同日大隅町廃止。各大字は大隅町を冠称。

## 交通

### 鉄道路線
- 日本国有鉄道
  - 志布志線（1987年廃止）
    - 岩川駅（跡地に大隅合同庁舎が所在）

### 道路
- 国道269号
- 鹿児島県道63号志布志福山線
- 鹿児島県道71号垂水南之郷線
- 鹿児島県道110号塗木大隅線
- 鹿児島県道495号志柄宮ヶ原福山線
- 鹿児島県道497号長江柴建線
- 鹿児島県道513号宮ヶ原大崎線
- 鹿児島県道521号宮ヶ原岩川停車場線

現在は東九州自動車道の曽於弥五郎インターチェンジが所在するが、当時は未開業。